# طوماس كلستيل
توماس كليستيل (بالألمانية: Thomas Klestil) (4 نوفمبر 1932 - 6 يوليو 2004)، رئيس النمسا العاشر (1992 - 2004). توفي في آخر يوم من فترة ولايته الثانية والأخيرة.

## روابط خارجية
- طوماس كلستيل على موقع مونزينجر (الألمانية)
- طوماس كلستيل على موقع إن إن دي بي (الإنجليزية)